# Daniele Rugani
Daniele Rugani (ur. 29 lipca 1994 w Sesto di Moriano) – włoski piłkarz występujący na pozycji obrońcy.

## Kariera juniorska
Rugani swoje pierwsze kroki jako piłkarz stawiał w toskańskim Empoli FC już w wieku 6 lat. Pozostał w akademiach młodzieżowych tego klubu przez 12 sezonów.
Jako 17-letni zawodnik został zauważony przez Juventus i w lecie 2012 roku został tam wypożyczony. W nowym klubie dołączył do młodzieżowego sektora – Primavery Juventusu, w której grając regularnie stał się kluczowym graczem przyczyniając się do bardzo udanego sezonu młodzieżówki. Udało mu się wygrać młodzieżowe rozgrywki ligowe, młodzieżowy Puchar Włoch oraz dotarł do 1/4 rozgrywek NextGen Series.

## Juventus
W lipcu 2012 został zabrany przez Antonio Contego na letni obóz drużyny seniorów Juventusu. Był częścią kadry podczas takich meczów jak z Herthą, Benficą, Málagą, Interem w Trofeo TIM, Milanem w Trofeum Berlusconiego, czy SSC Napoli w Superpucharze Włoch. Podczas sezonu 2012/2013 był również niejednokrotnie powoływany z Primavery do meczowej kadry Juventusu w rozgrywkach Serie A, lecz nie zadebiutował w biało-czarnej koszulce.
Pod koniec zimowego okna transferowego w połowie debiutanckiego sezonu 2014/2015 w Serie A został już w pełni wykupiony przez Juventus spędzając drugą połowę sezonu nadal w Empoli FC na zasadzie wypożyczenia.
Po sezonie 2014/2015, w którym potwierdził swoją wartość spełniły się jego marzenia i nowy sezon 2015/2016 spędzi już w Juventusie grając z numerem 24.
11 marca 2020 na oficjalnej stronie Juventusu pojawiła się informacja, że zawodnik jest zakażony koronawirusem.

## Empoli
Już po pierwszym sezonie w Juventusie w 2013 turyński klub zdecydował się wypożyczyć defensora do jego macierzystego klubu – Empoli, by nabrał doświadczenia wśród seniorów grających na zapleczu pierwszej ligi – Serie B. Wypożyczony został razem ze swoim rówieśnikiem z Primavery - Kabashim, lecz tylko Danielemu udało się dostać do pierwszego składu i praktycznie z miejsca stać się podstawowym zawodnikiem biorąc udział w 40 spotkaniach i zdobywając 2 bramki. W połowie sezonu podczas zimowego okna transferowego wzbudził zainteresowanie Newcastle oraz Sassuolo. W końcu w sezonie 2013/14 Rugani jako filar formacji defensywnej walnie przyczynił się do awansu Empoli do Serie A, o czym świadczy otrzymana przez niego nagroda najlepszego piłkarza Serie B.
W czerwcu 2014 Juventus przedłużył z Empoli pobyt Ruganiego w Toskanii i piłkarz pozostał na sezon 2014/2015 w beniaminku debiutując w najwyższej klasie rozgrywkowej.

## Reprezentacja
W marcu 2014 jego dobra gra w Empoli została doceniona przez selekcjonera Włochów i Rugani otrzymał od Cesare Prandellego powołanie na specjalne zgrupowanie dla młodych reprezentacji Włoch.
Rugani reprezentował Włochy od najniższego szczebla wiekowego, ale swój debiut w seniorskiej reprezentacji Rugani miał zaliczyć w październiku 2014 powołaniem przez Antonio Contego do kadry na mecze eliminacje EURO 2016 z Azerbejdżanem i Maltą, jednak został odesłany do kadry U-21, aby pomóc drużynie w walce o EURO 2015.
W końcu razem z powołaniem wziął debiutancki udział w zgrupowaniu reprezentacji na mecz z Chorwacją w listopadzie 2014.
W kadrze zadebiutował 1 września 2016 w przegranym 1:3 meczu z Francją.